# 澤列納霍拉城堡
澤列納霍拉城堡 (Zelená Hora Castle)是位於捷克城市内波穆克附近的一座城堡。澤列納霍拉城堡修建於1700年代。現在澤列納霍拉城堡是一個旅遊景點。